# Synagoge (Brumath)

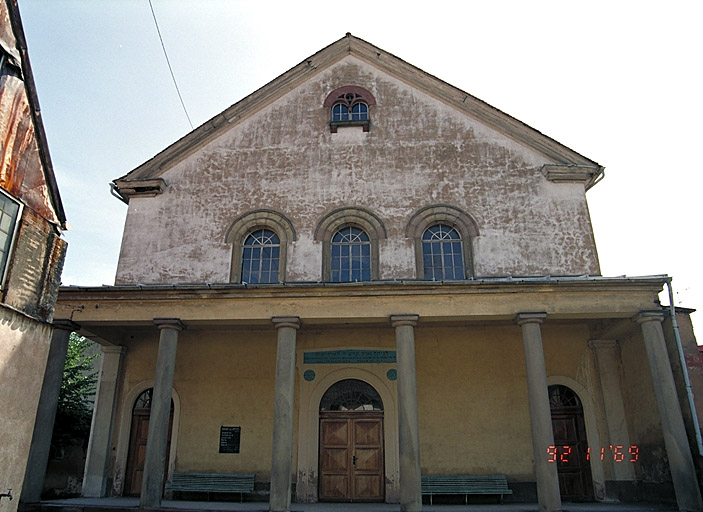
Portal, 2003

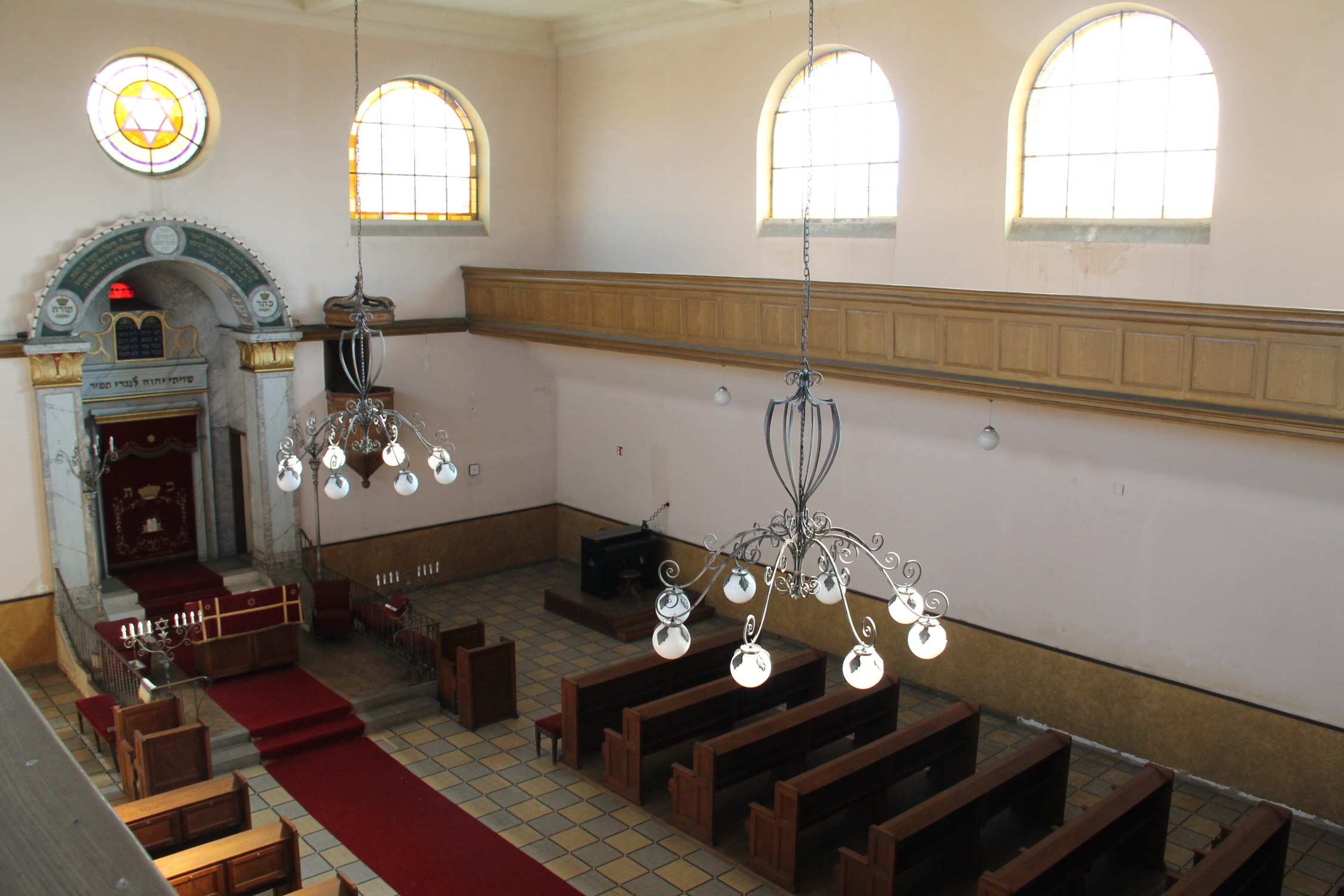
Innenansicht, 2017

Die Synagoge von Brumath ist ein Gotteshaus in der französischen Gemeinde Brumath im Département Bas-Rhin in der historischen Region Elsass. Sie wurde 1844/45 errichtet. Die Synagoge, die in das Inventaire général du patrimoine culturel aufgenommen wurde, befindet sich an der Rue du Général Rampont Nr. 28.

## Geschichte
Brumath, das seit dem 17. Jahrhundert eine jüdische Gemeinde hat, wurde im 19. Jahrhundert Sitz des Rabbinats. Die erste Synagoge von 1801 wurde im Jahr 1845 durch den heutigen Synagogenbau ersetzt. Während der deutschen Besatzung wurde die Synagoge zweckentfremdet und kriegsbedingt schwer beschädigt. Sie diente in den Nachkriegsjahren zunächst als Lebensmitteldepot, seit der Renovierung ab 1957 wird sie wieder als Synagoge verwendet.

## Architektur
Die Synagoge, 22 Meter lang und 18,80 Meter breit, ist ein schlichter einschiffiger Hallenbau, der mit einem Satteldach gedeckt ist. In der Ostseite öffnen sich zwei Arkadenfenster zu Seiten des die Mittelachse betonenden Rundfensters. Der Westfront ist ein säulengestützter Portikus vorgestellt, in dem sich zwei seitliche kleinere Rundbogenportale und das durch eine Ädikula ausgezeichnete Hauptportal öffnen. Wie die wenigen Gliederungselemente an den Seiten der Synagoge und die Rahmungen der Fenster bestehen auch die dorischen Säulen des Portikus aus rötlichem Sandstein. Die dreiseitige Frauenempore wird durch eine Treppe im westlichen Vorraum erreicht.
Der schlichte Innenraum ist hell verputzt. Neben der Rundbogennische mit dem Toraschrein befindet sich in halber Höhe eine hölzerne Kanzel mit Schalldeckel.